# Kék Duna Rádió
A Kék Duna Rádió egy észak-dunántúli regionális rádió volt, majd frekvenciái elvesztése után 2017-től 2020-ig az interneten adta műsorát.

## Története
A rádió 1996. április 5-én indult Esztergomban. A tatabányai 1999-ben, a komáromi 2001-ben, a győri adó 2002-ben indult meg. Ezzel a Kék Duna Rádió az Észak-Dunántúl legnagyobb adójává vált.
2011-ben két új adóval, Mosonmagyaróváron és Székesfehérváron is elindult a sugárzás. A Klub-szabály miatt 2012-ben az esztergomi és tatabányai frekvenciáikon befejezték a sugárzást, komáromi jogosultságukat 2013-ban vesztették el. A győri adás 2013-ban szűnt meg.
A rádió 2017. június 30-án befejezte földfelszíni sugárzását, mosonmagyaróvári és székesfehérvári frekvenciáján elindult a Rádió 1 adása. Az adás az interneten azonban még tovább szólt 3 éven át:
- KÉK DUNA HOT a 80-as, 90-es évektől napjaink legjobb zenéiből adott válogatást
- KÉK DUNA Retro csak a 80-as és 90-es évek slágereiből válogatott
- KÉK DUNA GOLD a 60-as, 70-es és 80-as évek slágereit játszotta
- KÉK DUNA TOP 40 csak az elmúlt három év slágereit adta, de legnagyobb hangsúlyt a ma aktuális slágerei kapták.

Az internetes adás 2020. június 30-án szűnt meg.

## Korábbi frekvenciái
- Esztergom – 92,5 MHz (1996–2012), 98,1 MHz (2016, ideiglenes engedéllyel)[4]
- Győr – 91,5 MHz (2002–2013)
- Komárom – 90,5 MHz (2001–2013)
- Mosonmagyaróvár – 99,7 MHz (2011–2017)
- Székesfehérvár – 103,8 MHz (2011–2017)
- Tatabánya – 107 MHz (1999–2012)